# Kvælstofkredsløb
Kvælstoffets kredsløb eller nitrogens kredsløb er meget afgørende for alt liv på Jorden. Stoffet skal bruges af alle organismer, men det er kun tilgængeligt i små mængder. I de fleste tilfælde vil kvælstofmangel være en begrænsende faktor i økologiske nicher.
Den vigtigste kilde til kvælstof er Jordens atmosfære, som indeholder ca. 78 % kvælstof i molekylær form. Kvælstof er afgørende for mange biologiske processer og det indgår f.eks. i alle aminosyrer (grundelementet ‘’amin’’ kommer af ammoniak). Aminosyrerne er byggestene for proteiner, og for de fire baser, der danner DNA. Derfor er det væsentligt at kende de processer, der omdanner inaktivt, luftformigt kvælstof til biologisk brugbare kvælstofforbindelser. Kvælstofkredsløbet er den vedvarende forandring og omlejring af grundstoffet kvælstof fra atmosfæren over biomassen til jorden og tilbage. Man siger også, at det er et biogeokemisk kredsløb.
Det er en meget vigtig del af proteiner, DNA og RNA. I planter skal der være kvælstof for at kunne lave fotosyntese og vokse. Kvælstoffiksering er nødvendigt for at kunne omdanne kvælstof i atmosfæren (N2) til varianter der kan blive brugt af levende organismer. Det meste nitrogenfiksering laves af mikroorganismerne som kaldes bakterier. Disse bakterier har enzymer som kombinerer N2 og brint (H2) som bliver til ammoniak (NH3).
Nogle af disse bakterier lever i planterødder (oftest bælgfrugter). I disse rødder laves der ammoniak så planterne kan give dem kulhydrater. Andre planter optager kvælstofforbindelser fra jorden gennem deres rødder. Al kvælstof i dyr kommer fra spiselige planter.
Ammonium (NH4) i jorden er lavet af kvælstoffikserende bakterier og nedbrydere, bakterier og svampe som nedbryder livet i to omgange. Denne proces kaldes for ammonifikation. Ammonium er positivt ladet. De bliver nemt til ler og humus i jorden. Ammoniak og ammonium er giftige for fisk og andre dyr. Ammoniak- og ammoniumskoncentrationen i spildevand bliver derfor ofte registeret og behersket. Hvis ammoniakkoncentrationen er for høj skal der være nitrifikation.
Nitrifikation er ammonium og ammoniaks overgang til nitrit (NO2−) og så til nitrat (NO3−) forsaget af bakterier. Grundet nitrit og nitrat er negativt ladet kan de ikke forbinde sig med jorden ligeså nemt som ammonium og ammoniak, og vil blive skyllet ud af jorden hvis det regner eller der kunstvandes. Høje nitratniveauer i drikkevand er skadeligt for spædbørn og kan ende ud i syndromer. Høje nitratniveauer kan også skyldes for megen algevækst i søer og damme. Dette kan være skadeligt for fisk og andre havdyr fordi alger bruger ilt som dyrene har brug for. Brugen af gødning bliver kontrolleret mere og mere grundet dette.
Hvor der ikke er ilt vil bakterier lave nitrat om til ren kvælstofsgas (N2). Dette resulterer så i at hele kvælstofskredsløbet starter fuldstændig forfra, hvilket man kalder for denitrifikation.

## Kredsløbet i kort form
Jordens beholdning af kvælstof (1015 tons) befinder sig for 78% vedkommende i atmosfæren, hvor kun ganske få organismer kan udnytte stoffet. Alle øvrige dyr og planter må skaffe sig kvælstof ved at deltage i biosfærens kredsløb. Planterne får stoffet fra jordbunden, ved at rødderne optager det enten som nitrat-ion (NO3-) eller som ammonium-ion (NH4+).Dyrene skaffer sig kvælstof, ved at der bliver ædt plantemasse på et eller andet trin af fødekæden.
Ammonium bliver skabt i jorden af kvælstoffikserende bakterier som f.eks. Azobacter vinelandii, der udskiller enzymet ’’nitrogenase’’. Ved dets hjælp bliver brint og luftformigt kvælstof til luftarten ammoniak, der straks bliver opløst i jordvandet og omdannet til ammonium-ion. Nogle kvælstoffikserende bakterier af slægterne Rhizobium og Bradyrhizobium lever i særlige knolde på rødderne af bælgplanter (f.eks. Ært (Pisum), Bønne (Phaseolus) og Lupin (Lupinus)). Her opstår der et symbiotisk forhold mellem planten og bakterien, hvor bakterien producerer ammoniak, som den bytter med kulhydrater fra planten. Det var én af landbrugshistorien store opdagelser, da man blev klar over, hvor vigtige bælgplanterne er for jordens frugtbarhed.
En anden ammoniumkilde er nedbrydernes omsætning af førne, hvor der hele tiden frisættes kvælstof i form af ammonium-ioner (NH4+). Hvis jorden er godt gennemluftet, bliver disse ioner iltet af Nitrosomonasbakterier, så der dannes nitrit-ioner (NO2-). Andre bakterier, Nitrobacter, ilter nitrit videre, så der dannes nitrat-ioner. Denne omdannelse af ammoniak til nitrat kaldes ’’nitrifikation’’.
Mens ammonium-ioner kan bindes til humus og ler, så kan de negativt ladede nitrat-ioner ikke fæstnes i jorden. Dertil kommer, at de er så letopløselige, at de hurtigt bliver flyttet nedad i jorden (en byge på 10 mm regn flytter nitratet 10 cm nedad i sandjord og 5 cm i lerjord). Udvaskning af store mængder af nitrater fremkalder eutrofiering i vandløb, søer og fjorde. I dybe, anaërobiske, jordlag kan bakterier som Thiobacillus denitrificans dog ’’denitrificere’’ nitraterne. Det er den modsatte proces i forhold til nitrifikation, og den fører til, at nitrat bliver omdannet til molekylært, luftformigt kvælstof, som med tiden siver op og indgår i atmosfæren.
En hidtil ukendt større kvælstofvej blev offentliggjort i 2011. Det viser sig at nogle mikrober frigiver HONO til den nedre atmosfære fra kvælstofholdig jord. Fotolyseret (lidt blåt lys, UV-A og lidt UV-B mellem 300-400nm) HONO afgiver OH, der har en stærk oxiderende virkning og virker derfor luftrensende på globalt plan.

## Kvælstofbeholdning
Den atmosfæriske luft består som nævnt af op mod 78% kvælstof i molekylær form N2. Det svarer til et tryk på 8000 kg/m².
Mindre end én procent af den mængde findes oplagret ved og under jordoverfladen. Det er:
- ca. 70 kg/m² i lithosfærens stenarter i form af salpeter,
- ca. 10 kg/m² i hydrosfæren og biosfære.

Der biologiske andel befinder sig i
- - organismer
  - førne
  - humus

## Kvælstoffikserende processer
De processer, som gør luftens kvælstof brugbart, kaldes kvælstoffiksering. De er meget energikrævende på grund af den trivalente (se valens) binding af N2 og kræver forbrug af 946 kJ pr. mol.
Der er tre processer, der er egnet til fiksering af kvælstof, dvs. til omdannelse af N2 til mere aktive, kemiske forbindelser: Lyn (10-15%), organisk binding (30%) og industriel binding (55-60%)

### Lyn
Lyn, vulkanudbrud og fotoner skaber NOn ud fra N2 og O2. De dannede kvælstofilter går i forbindelse med regnvandet og når jorden som salpetersyre, dvs. som nitrat-ioner. 

```
  
N
2
 + O
2
 ⇒ 2 NO
 

  
4 NO + 3 O
2
 + 2 H
2
O ⇒ 4 HNO
3
```

Disse processer har i dag kun ringe betydning for kvælstoffikseringen, når man lige ser bort fra helt øde områder, hvor planter og dyr ikke trives. Men før de første kvælstoffikserende bakterier opstod, har de været den eneste måde, hvorpå kvælstoffet blev gjort tilgængelig for livsformerne.

### Organisk binding
Denne fiksering af kvælstof skyldes visse bakterier, der har specielle enzymer. Det drejer sig om f.eks. Azotobacter, Rhizobium og cyanobakterier. De lever frit i jordbunden eller i symbiose med bælgplanter eller nogle få andre familier. Den kemiske proces er en reduktion: 

fra N2 til ammoniak NH3

Ammoniakken bliver enten indbygget i planternes egne aminosyrer eller afgivet til andre planteceller i form af ammonium-ion.

### Industriel binding
Teknisk Nitrogen-fiksering efter Haber-Bosch-processen: svarende til kravet om en stor energianvendelse kræver processen 500 °C, et tryk på 450 bar og tilstedeværelse af en katalysator. For det meste bliver den indvundne ammoniak omdannet til nitratholdige gødninger.
Også ved forbrænding af benzin, dieselolie og andre fossile brændstoffer opstår der forhold, der danner NOn.

## Nitrit, Nitrat og Ammonifikation
Selv om planterne godt kan optage ammonium, vil de fleste af dem lige så gerne have nitrat. De eneste undtagelser er de planter, der er tilpasset nicher med sure jordbundsforhold, de såkaldte surbundsplanter. Bakterierne Nitrosomonas og Nitrobacter oxidierer ammonium til nitrat via mellemleddet nitrit i en aerob proces på to trin. Ved denne proces, som kaldes nitrifikation, frigives der energi.:

```
   
NH
4
 ⇒ NO
2
 ⇒ NO
3
```

Nitratet bliver omsat af planten til organiske forbindelser som proteiner. De bliver via planteædere og rovdyr atter forvandlet til ammoniumforbindelser, der findes i ekskrementer, urea, kadavere og anden førne eller – sluttelig – som Humus. Disse materialer bliver omsat af nedbrydere som svampe og bakterier, og de kommer derved igen til gavn for økosystemet og det biologiske kvælstofkredsløb.

## Fiskedammen som eksempel…
1. For mange fisk, for meget foder, planterester og blade beriger dammens vand med organisk materiale; men også opsamlet regnvand til efterfyldning, pollen og havegødning bidrager til overgødskning af dammen.
2. Mikroorganismer nedbryder det organiske protein og forbruger af ilten, så der dannes ammonium eller det giftige ammoniak. Det sidste er en reel risiko, når dammens vand har et pH på over 8,5.
3. Nitrosomonas-bakterier forvandler begge disse stoffer til nitrit, der er lige så giftigt for fiskene.
4. Hurtigt derefter omdanner Nitrobacter nitritten til nitrat. Dette slutprodukt fra proteinnedbrydningen er et vigtigt næringsstof for alle planter, og det er ufarligt for fisk.
5. Det fremmer plantevæksten, så der bliver mere dødt plantestof i dammen, og kredsløbet er sluttet.